# Nachson Wachsman
Il sergente Nachshon Wachsman Mordechai (in ebraico: נחשון מרדכי וקסמן; Gerusalemme, 3 aprile 1975 – Bir Nabala, 14 ottobre 1994) è stato un militare israeliano che è stato rapito e tenuto in ostaggio da Hamas per un periodo di 6 giorni.
È stato ucciso durante il blitz per tentare di liberarlo.